# Páez (Apure)
Páez è un comune del Venezuela situato nello stato dell'Apure.
Il capoluogo del comune è la città di Guasdualito.